# ريجنالد إل. هاريس
ريجنالد إل. هاريس (بالإنجليزية: Reginald L. Harris)‏ هو سياسي أمريكي، ولد في 9 سبتمبر 1890، وتوفي في 27 أكتوبر 1959. انتخب عضو مجلس نواب كارولينا الشمالية.